# 협력주의
협력주의(그리스어: συνεργεία, Synergism), 신인협동설은 기독교 신학에서 구원이 신의 은총과 인간의 자유 사이의 어떤 형태의 협력을 포함한다는 믿음이다. 협력주의는 아우구스티누스 이전까지 구원에 관한 거의 보편적인 견해였다. 협력주의는 로마 가톨릭 교회, 동방 정교회, 오리엔트 정교회, 재세례파 및 감리교회에 의해 지지된다. 이는 일반침례교와 감리교 전통에서 흔히 볼 수 있는 아르미니우스주의 신학의 필수적인 부분이다. 
협력주의는 인간이 하나님의 은혜와 협력한다는 생각을 거부하는 독력주의(monergism)에 반대된다. 이 교리는 개혁 개신교 및 루터교회 전통과 가장 일반적으로 연관되는 교리이다. 루터교 전통의 구원론은 북아프리카 주교와 라틴 교부 아우구스티누스(354~430)로부터 강한 영향을 받았다. 루터교는 누구든지 지옥으로 예정되어 있다는 개념을 거부하는 독력적 구원을 고백한다.
협력주의와 반펠라기우스주의는 각각 하나님과 인간 사이의 구원에 있어서 어느 정도 협력을 가르친다. 그러나 반펠라기우스주의는 신앙의 시작 절반이 인간 의지의 행위라고 가르친다. 협력주의는 "인간이 단지 하느님의 구원 행위와 의지에 협력할 수 있을 뿐, 구원은 하느님만이 할 수 있다"고 가르친다. 오렌지회의(529), 루터교 일치 신조(1577) 및 기타 지역 공의회는 각각 반펠라기우스주의를 이단으로 정죄했다.

## 같이 보기
- 아르미니우스주의
- 이의론
- 몰리니즘
- 독력주의
- 테오시스
- 전적 타락